# Кораблёв, Евгений Константинович
Евге́ний Константи́нович Кораблёв (29 октября 1978, Москва, СССР) — российский футболист, полузащитник, защитник.

## Карьера

### Клубная
Футболом начал заниматься в детской школе московского «Спартака». Затем обучался в футбольной академии амстердамского «Аякса» и играл за молодёжный состав этого клуба. Вернувшись на родину, выступал вначале за молодёжный, а затем и за основной состав московского «Динамо».
В 2003 году подписал контракт с клубом второго дивизиона «Орёл», с которым в том же году занял первое место в зоне «Центр» и вышел в Первый дивизион. В середине 2004 года вернулся во Второй дивизион, подписав контракт с курским «Авангардом».
В 2007 году получил тяжелейшую травму (повреждение крестообразных связок колена) и был вынужден пропустить весь сезон. Первый матч после восстановления провёл 4 марта 2008 года на сборе в Турции в матче с брянским «Динамо».
В 2010 году подписал контракт с костромским «Динамо», выступающим в зоне «Запад» Второго дивизиона.

### В сборной
Провёл две игры на Кубке чемпионов Содружества 1997 года в составе сборной клубов России.
Также выступал за юношескую и молодёжную сборные России.

## Достижения
Динамо Москва
- Бронзовый призёр чемпионата России: 1999
- Финалист Кубка России: 1996/97, 1998/99

Орёл
- Победитель турнира второго дивизиона зоны «Центр»: 2003

## Участие в еврокубках
- Кубок Интертото 1997: 3 игры
- Кубок УЕФА 1998-1999: 2 игры

## Результаты по сезонам
| Сезон | Команда                         | Кол-во игр | Кол-во голов |
| ----- | ------------------------------- | ---------- | ------------ |
| 1996  | «Динамо» Москва                 | 2          | 0            |
| 1997  | «Динамо» Москва                 | 12         | 0            |
| 1998  | «Динамо» Москва                 | 9          | 0            |
| 1996  | «Динамо»-д Москва (3 лига)      | 22         | 1            |
| 1997  | «Динамо»-д Москва (3 лига)      | 12         | 0            |
| 1998  | «Динамо»-2 Москва (2 див.)      | 14         | 0            |
| 1999  | «Динамо»-2 Москва (2 див.)      | 4          | 0            |
| 2000  | «Динамо»-2 Москва (2 див.)      | 33         | 1            |
| 2001  | «Металлург» Красноярск (1 див.) | 13         | 0            |
| 2003  | «Орёл» Орёл (2 див.)            | 25         | 0            |
| 2004  | «Орёл» Орёл (1 див.)            | 4          | 0            |
| 2004  | «Авангард» Курск (2 див.)       | 14         | 0            |
| 2005  | «Авангард» Курск (1 див.)       | 33         | 1            |
| 2006  | «Авангард» Курск (1 див.)       | 33         | 0            |
| 2007  | «Авангард» Курск (1 див.)       | 0          | 0            |
| 2008  | «Авангард» Курск (2 див.)       | 16         | 1            |
| 2009  | «Авангард» Курск (2 див.)       | 7          | 0            |